# Gora Kvadrat
Gora Kvadrat (englische Transkription von russisch Гора Квадрат Gora Kwadrat, deutsch ‚Quadratberg‘) ist ein Nunatak im ostantarktischen Mac-Robertson-Land. In den Prince Charles Mountains ragt er südwestlich der Gora Treugolka und südöstlich des Mount Lanyon auf.
Russische Wissenschaftler benannten ihn.